# Dzień, w którym umrę
Dzień, w którym umrę – polski offowy dramat filmowy z 2004 roku w reżyserii Grzegorza Lipca. Zdjęcia do filmu powstały w Zielonej Górze i w Głogowie.

## Obsada
- Tomasz Burka
- Anna Zdanowicz
- Jarosław Żuk
- Piotr Materna
- Marek Sielicki
- Waldemar Urbańczyk
- Łukasz Kuskowski
- Ola Troc
- Jarosław Sokołowski
- Justyna Zatorska
- Natalia Kot
- Maciej Niedzielski
- Lidia Szmańda
- Marek Jarmulski
- Elżbiezta Donimirska
- Jerzy Glapa
- Andrzej Flugel
- Roman Garbowski
- Anna Kaczmarek
- Jan Barczyk
- Marcin Wimonć
- Mirosław Wodnicki
- Maja Pietkiewicz
- Grzegorz Lipiec
- Lucyna Kapturska
- Sara Sergun
- Jakub Kowalczyk
- Andrzej Stachowski
- Grzegorz Osyczka
- Klementyna Makarowicz
- Tomasz Gruszewski
- Artur Guza
- Małgorzata Guza
- Konrad Aleksander Guza
- Anna Pilarska
- Marianna Baliniak
- Dorota Sowa
- Małgorzata Piwowarczyk
- Natalia Niedzielska
- Małgorzata Buczyńska
- Aleksandra Flis
- Beata Kwiatek
- Nelly Patenko
- Dorota Szylf
- Ewelina Kukniewska
- Katarzyna Hajdasz
- Maciek Anioł
- Kamil Seul
- Karol Wiśniewski
- Łukasz Jasek
- Magdalena Katarzyńska
- Alicja Taraszczuk-Dembowska
- Izabela Taraszczuk
- Małgorzata Karczewska
- Zdzisław Haczek
- Jadwiga Katarzyńska
- Kamil Kwiatkowski
- Anna Kraśko
- Karolina Rozkrut
- Kasia Mączewska
- Przemysław Steciąg
- Monika Makosińska
- Andżelika Pastuszko
- Edyta Sierżant
- Katarzyna Chojnacka
- Natalia Mazur
- Adrianna Zieniewicz
- Marek Dawid
- Janusz Rewers
- Władysław Sikora
- Zdzisław Piotrowski
- Tomasz Brzózka